# Raïssa Nasser
Raïssa Nasser (19 de agosto de 1994) é uma voleibolista camaronesa. 

## Carreira
Raïssa Nasser em 2016, representou a Seleção Camaronesa de Voleibol Feminino nos Jogos Olímpicos de Verão no Rio de Janeiro, que foi 12º colocada.